# 박영일 (1955년)
박영일(朴英一, 1955년 1월 11일 ~ )은 대한민국의 정치인이다. 제44대 경상남도 남해군수이다.

## 학력
- 남해 성남초등학교 졸업(1967)
- 남해중학교 졸업(1970)
- 남해고등학교 졸업(1973)
- 동아대학교 체육학 학사(1979)

## 경력
- 1979.06 ~ 1980.03 남해해성중학교 교사
- 1980.03 ~ 1994.04 남해고등학교 교사
- 2006.03 ~ 2010.03 제16대 남해군 수협 조합장
- 2009.09 ~ 2011.09 어업인교육문화복지재단 이사
- 2010.03 ~ 2014.02 제17대 남해군 수협 조합장
- 2014.07 ~ 2018.06 제44대 민선 6기 경상남도 남해군수(초선, 자유한국당)

## 역대 선거 결과
|  | 50.39% |

|  | 40.14% |

|  | 43.85% |